# Thebes (Illinois)
Thebes es una villa ubicada en el condado de Alexander en el estado estadounidense de Illinois. En el Censo de 2010 tenía una población de 436 habitantes y una densidad poblacional de 72,78 personas por km².

## Geografía
Thebes se encuentra ubicada en las coordenadas 37°12′42″N 89°27′13″O / 37.21167, -89.45361. Según la Oficina del Censo de los Estados Unidos, Thebes tiene una superficie total de 5.99 km², de la cual 4.52 km² corresponden a tierra firme y (24.56%) 1.47 km² es agua.

## Demografía
Según el censo de 2010, había 436 personas residiendo en Thebes. La densidad de población era de 72,78 hab./km². De los 436 habitantes, Thebes estaba compuesto por el 75.69% blancos, el 19.27% eran afroamericanos, el 0% eran amerindios, el 0% eran asiáticos, el 0% eran isleños del Pacífico, el 1.61% eran de otras razas y el 3.44% pertenecían a dos o más razas. Del total de la población el 3.67% eran hispanos o latinos de cualquier raza.